# 斯普林布拉夫 (喬治亞州)
斯普林布拉夫（英語：Spring Bluff）是位於美國喬治亞州康登縣的一個非建制地區。該地的面積和人口皆未知。

## 地理
斯普林布拉夫的座標為31°06′21″N 81°37′47″W / 31.10583°N 81.62972°W，而該地的平均海拔高度為6米（即20英尺）。